# Incursión nocturna
Incursión nocturna es una novela de Clive Cussler, publicada en 1981 supone el 5.º libro de la serie protagonizada por Dirk Pitt.

## Argumento
Dirk Pitt, el ingeniero experto en rescates submarinos, debe recuperar un antiguo documental vital para la buena marcha de las relaciones entre Estados Unidos y Gran Bretaña durante la convulsa década de los ochenta. Las dos únicas copias existentes de dicho documento se encuentran bajo el agua: una en el mar, a bordo de un transatlántico hundido; otra en el fondo del río Hudson, dentro de un tren descarrilado. Pero son muchos los intereses en juego, y Dirk deberá lidiar con un rival difícil de batir.